# Usechimorpha montanus
Usechimorpha montanus is een keversoort uit de familie somberkevers (Zopheridae). De wetenschappelijke naam van de soort werd in 1979 gepubliceerd door Doyen & Lawrence.